# Nagamine Shōshin

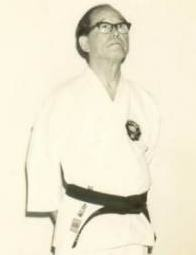
Nagamine Shōshin, 1978

Nagamine Shōshin (jap. 長嶺 将真; * 15. Juli 1907 auf Okinawa; † 2. November 1997 Naha (Okinawa)), 10. Dan, Hanshi, war ein japanischer Kampfkunstexperte. Im Jahre 1947 gründete er den Karatestil Matsubayashi-Ryū.

## Leben
Er begann sein Studium im Alter von 17 Jahren unter Leitung von Taro Shimabuku und lernte später unter den berühmten Karatemeistern Ankichi Arakaki, Chōtoku Kyan und Chōki Motobu. Von 1931 bis 1935 wurde er von Großmeister Chōtoku Kyan unterrichtet, der sein Karate maßgeblich beeinflusste. Während einer Fortbildungsperiode an der Polizeiakademie in Tokio im Jahr 1936 lernte er Chōki Motubo kennen und hielt mit ihm auch nach der Rückkehr beider nach Okinawa Kontakt. Motubo galt als einer der stärksten Freikampfexperten auf Okinawa. Im Jahr 1953 gab Shōshin Nagamine seinen Polizeiberuf auf und eröffnete in Naha auf Okinawa sein eigenes Dōjō, welches er „Matsubayashi Ryū Karate Kodokan“ nannte. Nagamine war Gründer und Präsident der Okinawa Karate-Dō Föderation. 1975 schrieb er das vielbeachtete Buch „Essence of Okinawan Karate Do“, in dem er seinen Stil vorstellte. In seinen späteren Lebensjahren hat sich Shōshin Nagamine intensiv dem Zusammenspiel zwischen Karate und Zen gewidmet. Kurz vor seinem Tod im Jahr 1997 hielt er in Hawaii eine vielbeachtete Rede „Karate Do and World Peace“. Der Matsubayashi-Stil wurde bis 2012 von seinem Sohn, Soke Takayoshi Nagamine, im Heimat-Dōjō in Okinawa weitergeführt. Yoshitaka Taira, Hanshi, 10th Dan wurde als aktueller  WMKA Präsident gewählt. 
Es gibt aber, besonders in den USA, zahlreiche Matsubayashi-Dōjō, die unabhängig vom Heimat-Dōjō organisiert sind.
Matsubayashi-Ryū hat auf Okinawa, in den USA und auch auf der japanischen Hauptinsel viele Anhänger. Aus historischen Gründen gibt es in Europa momentan nur relativ wenige Schulen, die Matsubayashi-Ryū oder andere traditionellen Karatestile aus der Shōrin-Ryū-Familie unterrichten. Seit etwa 2005 gibt es aber auch in Deutschland die ersten Dōjō, in denen Matsubayashi-Ryū gelehrt wird.